# Megasema isolata
Megasema isolata là một loài bướm đêm trong họ Noctuidae.